# Championnat du Rwanda de football 2015-2016
Navigation
Saison précédente Saison suivante
La saison 2015-2016 du Championnat du Rwanda de football est la soixante-cinquième édition du championnat de première division au Rwanda. Les seize meilleures équipes du pays sont regroupées au sein d’une poule unique où elles s’affrontent deux fois au cours de la saison, à domicile et à l’extérieur. En fin de saison, les deux derniers du classement sont relégués et remplacés par les deux meilleurs clubs de deuxième division.
C'est le double tenant du titre, le club d’APR FC qui est à nouveau sacré cette saison après avoir terminé en tête du classement final, avec six points d’avance sur Rayon Sports FC et sept sur Mukura Victory Sports FC. Il s’agit du seizième titre de champion du Rwanda de l’histoire du club.

## Qualifications continentales
Le champion du Rwanda se qualifie pour la Ligue des champions de la CAF 2017 tandis que le vainqueur de la Coupe du Rwanda obtient son billet pour la Coupe de la confédération 2017.

## Les clubs participants
- APR FC
- Rayon Sports FC
- Police FC
- Kiyovu Sports Association
- Mukura Victory Sports FC
- AS Kigali
- AS Muhanga - Promu de D2
- Rwamagana City FC - Promu de D2
- Bugesera FC - Promu de D2
- Espoir FC
- Musanze FC
- Amagaju FC
- Marines FC
- Sunrise FC
- Gicumbi FC
- Etincelles FC

## Compétition
Le barème utilisé pour établir le classement est le suivant :
- Victoire : 3 points
- Match nul : 1 point
- Défaite : 0 point

### Classement
| Rang | Équipe                    | Pts | J  | G  | N  | P  | Bp | Bc | Diff |
| ---- | ------------------------- | --- | -- | -- | -- | -- | -- | -- | ---- |
| 1    | APR FCT                   | 67  | 30 | 21 | 4  | 5  | 43 | 18 | +25  |
| 2    | Rayon Sports FCC          | 61  | 30 | 17 | 10 | 3  | 50 | 12 | +38  |
| 3    | Mukura Victory Sports FC  | 60  | 30 | 19 | 3  | 8  | 47 | 25 | +22  |
| 4    | AS Kigali                 | 56  | 30 | 16 | 8  | 6  | 45 | 21 | +24  |
| 5    | Police FC                 | 52  | 30 | 14 | 10 | 6  | 47 | 26 | +21  |
| 6    | Kiyovu Sports Association | 46  | 30 | 13 | 7  | 10 | 36 | 31 | +5   |
| 7    | Bugesera FCP              | 37  | 30 | 10 | 7  | 13 | 23 | 38 | -15  |
| 8    | Sunrise FCP               | 35  | 30 | 8  | 11 | 11 | 28 | 33 | -5   |
| 9    | Gicumbi FC                | 34  | 30 | 8  | 10 | 12 | 26 | 38 | -12  |
| 10   | Marines FC                | 33  | 30 | 7  | 12 | 11 | 19 | 28 | -9   |
| 11   | Espoir FC                 | 33  | 30 | 7  | 12 | 11 | 20 | 33 | -13  |
| 12   | Etincelles FC             | 32  | 30 | 8  | 8  | 14 | 29 | 41 | -12  |
| 13   | Amagaju FC                | 30  | 30 | 6  | 12 | 12 | 20 | 38 | -18  |
| 14   | Musanze FC                | 29  | 30 | 7  | 8  | 15 | 27 | 40 | -13  |
| 15   | Rwamagana City FCP        | 25  | 30 | 6  | 7  | 17 | 20 | 32 | -12  |
| 16   | AS MuhangaP               | 22  | 30 | 5  | 7  | 18 | 24 | 50 | -26  |

|  | Qualification pour la Ligue des champions de la CAF 2017                |
|  | Qualification pour la Coupe de la confédération 2017                    |
|  | Relégation en deuxième division                                         |
|  | T : Tenant du titre C : Vainqueur de la Coupe du Rwanda P : Promu de D2 |

## Bilan de la saison
| Championnat du Rwanda de football 2015-2016 |                    |
| Champion                                    | APR FC (16e titre) |
| Coupes et trophées                          |                    |
| Vainqueur de la Coupe du Rwanda 2015-2016   | Rayon Sports FC    |
| Qualifications continentales                |                    |
| Ligue des champions de la CAF 2017          | APR FC             |
| Coupe de la confédération 2017              | Rayon Sports FC    |
| Promotions et relégations                   |                    |
| Promus en Première division                 | Kirehe FC          |
| Promus en Première division                 | Pépinières FC      |
| Relégués en Deuxième division               | Rwamanaga City FC  |
| Relégués en Deuxième division               | AS Muhanga         |